# Перезаписуючий вірус
Комп'ютерний вірус цього типу записує своє тіло замість коду програми, не змінюючи назви  виконуваного файлу, внаслідок чого вихідна  програма не запускається. При запуску програми виконується код вірусу, а не сама програма.